# Combretum flammeum
Combretum flammeum là một loài thực vật có hoa trong họ Trâm bầu. Loài này được Welw. ex Hiern mô tả khoa học đầu tiên năm 1898.